# Die Bestechlichen 3 – Rückkehr eines Gauners
Die Bestechlichen 3 – Rückkehr eines Gauners (Originaltitel: Ripoux 3) ist eine französische Kriminalkomödie von Claude Zidi aus dem Jahr 2003.

## Handlung
François Lesbuche kann nach einer wilden Verfolgungsjagd einen Chinesen verhaften. Dieser verrät den Ermittlern als Gegenleistung für seine Freilassung, dass in Kürze ein großer Coup stattfinden soll. Der Chinese Chen sammelt von allen chinesischen Händlern in Paris regelmäßig den Verdienst ein, um ihn außer Landes zu bringen. Chen soll nun überfallen werden. François und seine Männer legen sich auf die Lauer. François’ früherer Kompagnon René Boirond lebt ebenfalls immer noch in Paris. Er setzt auf Pferde und verliert wie immer, weshalb er in der Gegend bereits Schulden bei fast allen Leuten hat, die ihm deswegen auf den Fersen sind. Als er einen wieder mal „todsicheren“ Tipp erhält, will er sich Geld leihen, doch seine Freundin Carmen gibt ihm nichts mehr. Er geht schließlich zu Chen, der gerade Geld zählt und ihn daher bittet, im Hinterhof auf ihn zu warten. Kurz darauf wird Chen überfallen. Er wirft die gesamten Einnahmen in einem Beutel zu René, der mit dem Geld fliehen soll. Die Tasche fällt ihm jedoch in die Kanalisation, er selbst wird bei der Flucht angeschossen. François glaubt zwar, seinen Freund, den er seit zehn Jahren nicht gesehen hat, erkannt zu haben, ist sich jedoch nicht sicher. René bemüht sich vergeblich, die Tasche zu finden. Am Ende muss er sich eingestehen, dass er Chen nun rund eine Million Euro schuldet.
René gelingt es, Chen und seine Männer zum vermeintlichen Ort des Geldes zu bringen und in der Kanalisation abzuhängen. Dabei gesteht er Chen auch, dass er das Geld verloren hat. Chen droht ihm, dass er ein toter Mann sei, da alle Chinesen von Paris ihm nach dem Leben trachten würden. René wendet sich an seinen Freund, einen Arzt. Der schlägt ihm einen Rollentausch vor: René nimmt die Identität des verstorbenen Jean Morzini an, nach dem auch sechs Wochen nach dem Tod kein einziger Verwandter gefragt hat. Der Arzt lanciert wiederum in der Presse, dass René verstorben sei. Durch zwei gefälschte Gutachten kann dies bestätigt werden. Im Krankenhaus, in dem René bleibt, bis seine Beerdigung stattgefunden hat, erhält René kurz darauf zwei Besuche: zuerst von Maud, die im Namen von Morzini einen großen Coup vorbereitet hat, dann von Marie, Morzinis Tochter, die ihn jedoch noch nie gesehen hat. Es stellt sich heraus, dass Morzini 20 Jahre im Gefängnis gesessen hat und davor ein berüchtigter Einbrecher war, der vornehmlich mit Sprengstoff zu Werke ging. François erhält unterdessen einen neuen Partner. Der Patensohn seines Chefs, der junge Julien, will mal das Polizeileben aus nächster Nähe verfolgen. Sein erster Auftrag besteht darin, René zu beschatten, der sich dem an seinem Grab trauernden François zu erkennen gegeben hat. Durch das Beschatten lernt Julien bald auch Marie kennen. Die ist so glücklich, ihren Vater kennengelernt zu haben, dass René es nicht fertigbringt, ihr die Wahrheit zu sagen. Durch François, der mit Julien im ständigen Funkkontakt steht, lernen sich Julien und René kennen und Julien stellt sich ihm als kleiner Gauner vor, der fünf Jahre im Gefängnis gesessen hat. Am Abend sucht Maud René erneut auf und übergibt ihm die Pläne für den großen Coup. Kurzerhand heuert René Julien für die Durchführung an. Zudem packt er mit ihm eine Tasche mit falschen Geldscheinen und lässt sie testweise in der Kanalisation schwimmen. Er hofft, durch die Fließrichtung die alte Tasche wiederzufinden. Tatsächlich nimmt er diese nach einiger Zeit an sich; doch er glaubt, seine präparierte Tasche aus dem Wasser zu fischen.
François sucht René später „zufällig“ auf und wird so ebenfalls in den Coup eingeweiht, wobei er und Julien vorgeben, sich nicht zu kennen. Gemeinsam führen sie den Einbruch durch, wobei der Auftraggeber rund 11 Millionen Euro an Spendengeldern, die sowieso veruntreut werden würden, aus einem Tresor rauben lassen will. Die drei sprengen sich wie vorgegeben durch das Gebäude und räumen den Tresor leer, wobei sie für sich die Summe abzweigen, die René den Chinesen schuldet. Der Coup gelingt und Chen fällt in Ohnmacht, als plötzlich der totgeglaubte René mit dem Geld vor ihm steht. Im Hotel wiederum erkennt René durch François’ Anwesenheit, dass die präparierte Tasche in Wirklichkeit die echte ist. François wiederum glaubt, dass René alle nur hereingelegt habe und eben doch noch ganz der Alte ist, und er widerspricht ihm nicht. Um seine alte Identität wiederzuerhalten, kündigt René Marie schriftlich seinen Abschied an, da er weit weg gehen müsse. Einige Zeit später finden Polizisten René als „Obdachlosen mit Gedächtnisverlust“ wieder. François erhält die Aufgabe, sich um René zu kümmern. Marie wiederum darf René bald darauf wiedertreffen. François erzählt ihr, dass Morzini habe untertauchen und eine neue Identität annehmen müssen – er heiße nun René Boirond.

## Produktion

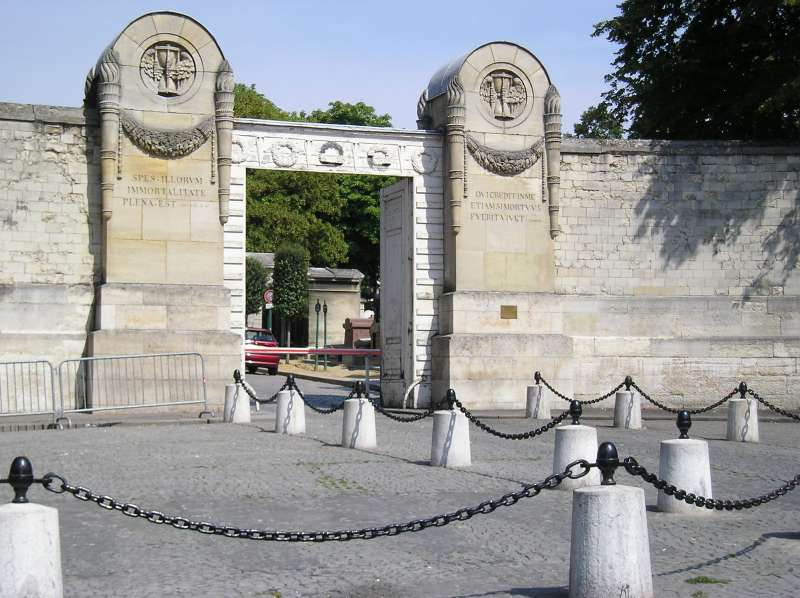
Friedhof Père Lachaise in Paris, ein Drehort des Films

Es handelt sich um den dritten Film über die beiden korrupten Polizisten René Boirond und François Lesbuche. Die beiden Rollen wurden erneut von Philippe Noiret und Thierry Lhermitte gespielt. Auch dieser Teil wurde in Paris gedreht, wobei das Revier der Polizisten diesmal nicht Montmartre, sondern Belleville ist. Renés Beerdigung wurde auf dem Friedhof Père-Lachaise gedreht. Die Kostüme schuf Florence Sadaune, die Filmbauten stammten von Katia Wyszkop.
Der Film kam am 10. Dezember 2003 in die französischen Kinos. In Deutschland erschien der Film am 12. Mai 2005 direkt auf DVD.

## Kritik
Der film-dienst nannte Die Bestechlichen 3 – Rückkehr eines Gauners eine „altmodisch inszenierte Polizistenkomödie“, die nur langsam in Schwung komme, dann jedoch „geschickt ein amüsantes Geflecht aus Lügengeschichten [konstruiert]. Philippe Noiret brilliert als pensionierter Flic und trägt viel zur charmanten und liebenswürdigen Atmosphäre der kleinen, eher fernsehgerechten Komödie bei.“
„Witziges Wiedersehen mit den anarchischen Duo aus der Kultkomödie ‚Die Bestechlichen‘“, fasste Prisma zusammen.